# 1900 na rádio
Nesta página encontrará referências aos acontecimentos directamente relacionados com a rádio ocorridos durante o ano de 1900.

## Nascimentos
| Data           | Nome                  | Profissão  | Nacionalidade | Observações | Ref |
| -------------- | --------------------- | ---------- | ------------- | ----------- | --- |
| 7 de fevereiro | Renato Floriano Murce | radialista | Brasil        | m. 1987     |     |

## Mortes
| Data | Nome | Profissão | Nacionalidade | Observações | Ref |
| ---- | ---- | --------- | ------------- | ----------- | --- |